# Pablo Cimadevila
Pablo Cimadevila Álvarez (Pontevedra, 12 de diciembre de 1978) es un deportista español que compitió en natación adaptada. Ganó cinco medallas en los Juegos Paralímpicos de Verano entre los años 2000 y 2008.

## Palmarés internacional
| Juegos Paralímpicos | Juegos Paralímpicos | Juegos Paralímpicos | Juegos Paralímpicos         |
| Año                 | Lugar               | Medalla             | Prueba                      |
| ------------------- | ------------------- | ------------------- | --------------------------- |
| 2000                | Sídney (Australia)  | Medalla de oro      | 200 m estilos SM5           |
| 2000                | Sídney (Australia)  | Medalla de oro      | 4 × 50 m estilos (20 ptos.) |
| 2004                | Atenas (Grecia)     | Medalla de bronce   | 4 × 50 m estilos (20 ptos.) |
| 2008                | Pekín (China)       | Medalla de bronce   | 4 × 50 m estilos (20 ptos.) |
| 2008                | Pekín (China)       | Medalla de bronce   | 200 m estilos SM5           |